# Гейтс (Орегон)
Гейтс (англ. Gates) — місто (англ. city) в США, в округах Меріон і Линн штату Орегон. Населення — 548 осіб (2020).

## Географія
Гейтс розташований за координатами 44°45′22″ пн. ш. 122°25′12″ зх. д. / 44.75611° пн. ш. 122.42000° зх. д. (44.756006, -122.420132).  За даними Бюро перепису населення США в 2010 році місто мало площу 1,67 км², уся площа — суходіл.

## Демографія
Згідно з переписом 2010 року, у місті мешкала 471 особа в 222 домогосподарствах у складі 129 родин. Густота населення становила 281 особа/км².  Було 249 помешкань (149/км²).
Расовий склад населення:
| - 92,4 % — білих - 1,7 % — корінних американців - 0,8 % — азіатів - 0,2 % — чорних або афроамериканців |

До двох чи більше рас належало 4,5 %. Частка іспаномовних становила 4,5 % від усіх жителів.
За віковим діапазоном населення розподілялося таким чином: 19,1 % — особи молодші 18 років, 59,0 % — особи у віці 18—64 років, 21,9 % — особи у віці 65 років та старші. Медіана віку мешканця становила 47,9 року. На 100 осіб жіночої статі у місті припадало 117,1 чоловіків;  на 100 жінок у віці від 18 років та старших — 115,3 чоловіків також старших 18 років.
Середній дохід на одне домашнє господарство  становив 45 299 доларів США (медіана — 36 875), а середній дохід на одну сім'ю — 51 625 доларів (медіана — 45 625). За межею бідності перебувало 19,2 % осіб, у тому числі 37,9 % дітей у віці до 18 років та 8,8 % осіб у віці 65 років та старших.
Цивільне працевлаштоване населення становило 174 особи. Основні галузі зайнятості: освіта, охорона здоров'я та соціальна допомога — 24,7 %, транспорт — 16,1 %, будівництво — 12,1 %, виробництво — 10,9 %.